# فريدريك كليفلاند مورغان
فريدريك كليفلاند مورغان هو شخصية أعمال كندي، ولد في 1 ديسمبر 1881 في مونتريال في كندا، وتوفي بنفس المكان في 3 أكتوبر 1962.